# アグラハン半島
アグラハン半島(アグラハンはんとう、ロシア語: Аграханский полуостров)は、カスピ海にある半島。
カスピ海北西部にあり、南から北に伸びる。長く細い半島で長さは50km、幅は8km。
北端の沖合いにはチェチェン島がある。
アグラハン半島はロシア領でダゲスタン共和国に属する。